# Крайсгауптманшафт Лемберг-Ланд
Крайсгауптманшафт Лемберг-Ланд, Львівське окружне староство, Львівська заміська округа (нім. Kreishauptmannschaft Lemberg-Land) — адміністративно-територіальна одиниця дистрикту Галичина Генеральної губернії з центром у Львові. Існувала під час нацистської окупації України.

## Історія
1 серпня 1941 року колишні повіти Бібрківський, Городоцький, Жовківський, Львівський, Мостиський, Рудківський та Яворівський увійшли до складу дистрикту Галичина. Ймовірно, 11 серпня 1941 року з Городоцького і Яворівського повітів утворилося окружне староство і об'єднання гмін Лемберг-Гродек (нім. Kreishauptmannschaft und Gemeindeverband Lemberg-Gródek), з північної частини Бібрківського (гміни Бібрка, Великі Глібовичі, Підгородище і Старе Село), Жовківського і Львівського повітів утворилося окружне староство і об'єднання гмін Лемберг-Ланд (нім. Kreishauptmannschaft und Gemeindeverband Lemberg-Land), а з Мостиського і Рудківського повітів на тимчасовій основі створено крайскомісаріат Судова Вишня (нім. Kreiskommissariat Sadowa Wisznia). Всі три утворення набули остаточного оформлення 15 вересня 1941 після реорганізації окружних староств дистрикту. На чолі кожного з них стояв окружний староста — крайсгауптман. В окружному старостві Лемберг-Гродек цю посаду з 15 вересня 1941 займав адвокат Штокгек (нім. Stockhoeck), який водночас був крайсгауптманом крайскомісаріату Судова Вишня. Обов'язки крайсгауптмана окружного староства Лемберг-Ланд до 15 вересня 1941 виконував голова німецького Верховного суду в Кракові Отто Бауер, а після зазначеної дати — адвокат Вернер Бауер. Адміністративними центрами всіх трьох утворень було місто Львів.
Пізніше окружне староство Лемберг-Гродек було перейменовано на окружне староство Лемберг-Ланд-Схід (нім. Kreishauptmannschaft Lemberg-Land-Ost), а окружне староство Лемберг-Ланд — на окружне староство Лемберг-Ланд-Захід (нім. Kreishauptmannschaft Lemberg-Land-West). 1 квітня 1942 шляхом об'єднання окружних староств Лемберг-Ланд-Схід і Лемберг-Ланд-Захід та крайскомісаріату Судова Вишня було утворено т. зв. «Львівську заміську округу» (нім. Kreishauptmannschaft Lemberg-Land) або ж «Львівське окружне староство». З 1 червня 1943 керівником об'єднаного окружного староства став оберландрат барон Йоахім фон дер Лаєн. 1 липня 1943 запроваджено виключне використання назви Лемберг замість польського варіанту назви Львова «Lwów». Того ж дня створено Бібрківський, Городоцький, Судововишнянський і Жовківський повітові комісаріати (нім. Landkommissariate Bóbrka, Gródek, Sadowa Wisznia, Zolkiew).
Весь управлінський апарат на рівні округи перебував у руках німців, українці могли тільки займати посаду війта або бургомістра. Округа поділялася на повіти (нім. Bezirke), які складалися з волостей (нім. Landgemeinde), а ті, своєю чергою, ділилися на сільські громади.
У Львові на основі тижневика «Рідна земля» із серпня 1942 до 1944 року друкувалося видання «Голос Підкарпаття».
Станом на 1 січня 1944 Львівське окружне староство складалося із 47 адміністративно-територіальних одиниць — двох міст (Городок, Жовква) та 45 волостей: Бібрка, Бунів, Братковичі, Великий Любінь, Великі Глібовичі, Великі Мости, Великі Очі, Верхня Білка, Вибранівка, Винники, Гошани, Давидів, Дидятичі, Добростани, Жовква, Жовтанці, Запитів, Зашків, Комарно, Краковець, Красів, Крукеничі, Куликів, Нові Купновичі, Милятичі, Мишлятичі, Мостиська, Мшана, Нові Стрілища, Ожомля, Підгородище, Підзвіринець, Пустомити, Рудки, Сокільники, Судова Вишня, Твіржа, Тулиголове, Туринка, Черневе, Шкло, Щирець, Яворів, Янів.
27 липня 1944 року в адміністративний центр округи ввійшли радянські війська.